# Lithophylacidae
De Lithophylacidae, is een monotypische uitgestorven familie uit de superfamilie Portunoidea van de infraorde krabben (Brachyura).

## Systematiek
De Lithophylacidae omvat slechts één geslacht: 
- Lithophylax  †  A. Milne-Edwards & Brocchi, 1879